# Шаховская, Варвара Петровна
Княжна Варва́ра Петро́вна Шаховская (в первом браке (1816—1823) графиня Шувалова; во втором браке (1826—1830) графиня Полье; в третьем браке (с 1835) княгиня Бутера-Радали или Бутеро-Родали; 17 (28) февраля 1796 — 24 декабря 1870 (5 января 1871)) — одна из наследниц строгановских богатств, владелица горных заводов на Урале; фрейлина двора и кавалерственная дама ордена Святой Екатерины (меньшего креста) (с 22 июля 1819 года).

## Биография
Дочь камергера князя Петра Фёдоровича Шаховского (1773—1841) от его первого брака с княжной Елизаветой Борисовной Шаховской (1773—27.10.1796), разводной женой принца Луи-Мари д`Аренберга. Крещена была 20 февраля 1796 года в Исаакиевском соборе,  получив имя Евдокии. Брак её родителей, заключенный против воли матери невесты, был недолгим. Через восемь месяцев после рождения дочери Елизавета Борисовна умерла при таинственных обстоятельствах. «Всем было известно, — писал один из современников, — что она отравила себя ядом». Потеряв мать, воспитывалась в доме своей бабушки княгини Варвары Шаховской, в честь которой и получила свое мирское имя.
Варвара Петровна была одной из богатейших в России наследниц. В честь неё был назван Варваринский железоделательный завод, основанный в 1833 году, и находившийся в её собственности. В 1816—1864 годах владела Бисерским заводом на Урале. Также Варвара Петровна владела Лысьвенским заводом (с 1823 года) и была совладелицей Кусье-Александровского завода. Помимо уральских имений, ей принадлежало 4 573 душ в центральных губерниях и 1 194 душ в западных губерниях.

### Первый брак: графиня Шувалова
Будучи фрейлиной двора, 10 мая 1816 года вышла замуж за графа Павла Андреевича Шувалова (1776—1823). Венчание было в Петербурге в Исаакиевском соборе, поручителями по жениху были П. В. Мятлев и А. З. Хитрово, по невесте — И. А. Нарышкин и Н. А. Загряжский. Брак был счастливым, в нём родились сыновья — Андрей (1817—1876) и Петр (1819—1900), но недолгим. 
В ноябре 1823 года Варвара Петровна потеряла бабушку, а ровно через шесть недель скоропостижно скончался её муж. Тяжело переживая обе потери, по совету врачей она на несколько лет уехала с детьми за границу.
Жила преимущественно на швейцарской ривьере, между Женевой и Лозанной, где её вилла была центром многочисленной тогда русской колонии. «Милая эта женщина, — воспоминал Д. Н. Свербеев, — чрезвычайно робкая и застенчивая, вменяла себе в общественную обязанность быть для всех гостеприимной, хотя, и видимо тяготилась приёмами у себя два раза в неделю, на обед и вечер, всего русского общества, а иногда и французов».

### Второй брак: графиня де Полье
В это время она страстно влюбилась в своего ровесника, швейцарца Адольфа Полье (1795—1830, сын учёного А.-Л. Полье), получившего графский титул от французской короны. После оформления всех бумаг и получения 20 ноября 1826 года разрешения на брак с иностранным подданным, Варвара Петровна вышла за него замуж. Проведя медовый месяц в Неаполе и Флоренции, летом 1827 года супруги приехали в Россию, где граф вступил в русское подданство с именем Адольфа Антоновича Полье, был удостоен придворного звания камергера и в чине коллежского асессора поступил на службу чиновником для особых поручений при министре финансов. Молодой, интересный, любимец многих, граф Полье был талантливым рисовальщиком и рачительным хозяином. Он активно занимался делами жены, которые были обременены многомиллионными долгами. 
При нём было приведено в порядок имение в Парголово. Будучи увлечен минералогией, в 1829 году он предпринял путешествие по уральским владениям супруги и открыл в Пермской губернии, на территории Бисерского завода, первое в России месторождение алмазов. Путешествие это стоило графу жизни, простудившись, он умер в следующем году от скоротечной чахотки.
Обожая мужа, Варвара Петровна даже с мёртвым не захотела с ним расставаться и похоронила его в имении в Парголове посреди соснового бора. По её заказу А. П. Брюллов разработал проект усыпальницы в виде готического грота «Склеп Адольфа», где были положены две плиты, под одной почивал граф Полье, другая же стояла пустая и была предназначена его неутешной вдове. Над могилой графиня устроила амфитеатр из цветов по обе стороны от памятника, которые убирала своими руками. К месту погребения мужа были направлены все её стремления. Она вела эксцентричный образ жизни, вызывающий интерес окружающих; никого не принимала, спала до 6 вечера, а ночи проводила в гроте, где обливалась горючими слезами. 

### Третий брак: княгиня Бутеро-Родали
8 июня 1833 года «Санкт-Петербургские ведомости» сообщили об отъезде парохода «Наследник Александр» за границу с 68 пассажирами, в числе которых находилась графиня Полье. В этот раз она путешествовала вместе с сыновьями, их гувернёром — французом и компаньонкой, сестрой В. К. Кюхельбекера, Юлией Карловной. Первая их остановка была на водах в Эмсе, где, по словам современницы, графиня много страдала и нечего не делала для излечения. «Эта была, — писала мемуаристка, — приветливая, простая, очень чувствительная женщина, погубленная потерей, своей бесцветной жизнью и слабым здоровьем». Вскоре в Петербурге распространился слух о новом замужестве графини Полье.
Пушкин писал в дневнике 17 марта 1834 года: «Из Италии пишут, что графиня Полье идет замуж за какого-то принца, вдовца и богача. Похоже на шутку; но здесь об этом смеются и рады верить». Новым избранником графини стал немец Георг Вильдинг (1790—1841), неаполитанский посланник в Париже, вдовец княгини Бутера (ит.) из Палермо, который получил право на её титул (созданный ещё в 1563 году). В сентябре 1835 года О. С. Павлищева сообщала мужу: «Графиня Полье выходит, наконец, замуж за итальянца — не графа, но очень богатого, Бутера; она принимает поздравления. Её сын Шувалов так этим удручен, что уехал на Кавказ и поступил в армию».
13 ноября 1835 года в Исаакиевском соборе «вдова графиня Варвара Петровна Полье 39 лет» обвенчалась с «вдовцом Егором Оттовичем Бутеро, лютеранского вероисповедания, 46 лет». Поручителями по жениху были граф К. В. Нессельроде и граф К. Л. Фикельмон; по невесте — М. М. Сперанский и граф А. Г. Строганов. 24 ноября 1835 года княгиня Бутеро как жена неаполитанского посланника в Петербурге была представлена императрице. Супруги жили в наёмном особняке А. И. Остермана на Английской набережной д. 10. Их дом был одним из самых модных и популярных в столице. В нём устраивались вечера, парадные обеды и балы. Бывал в их доме А. С. Пушкин и привозил туда свою жену. В январе 1837 году супруги Бутеро присутствовали при бракосочетании Дантеса с Е. Н. Гончаровой. Вскоре князь был переведен посланником в Лондон и супруги покинули Петербург. В 1841 году княгиня сопровождала мужа для лечения в Висбаден, где 6 сентября 1841 года он умер. Похоронив его на Ганноверском садовом кладбище (нем.), она ненадолго вернулась в Петербург. С лета 1846 года Варвара Петровна почти постоянно проживала за границей, отдав заводы в управление действительному статскому советнику А. Ф. Веймарну.

### Годы вдовства
С 1850-х годов предприятиями (где по переписи 1858 года проживало 42 287 человек) занимались её сыновья. В декабре 1859 года, находясь в Париже, княгиня доверила старшему сыну, флигель-адъютанту графу Андрею Павловичу, давать вольную крепостным крестьянам Пермской губернии от её имени. Тогда же младший сын, камер-юнкер граф Пётр Павлович, получил от неё доверенность на управление российскими владениями на случай смерти Веймарна. В 1864 году был составлен предварительный домашний акт по разделу имущества между сыновьями, а 1 июня 1865 году в Париже было подписано завещание княгини Бутеро-Родали. По этим двум документам сыновья получали в наследство всё движимое и недвижимое имущество княгини. Также ценные бумаги, крупные суммы денег и пенсии были назначены нескольким близким к ней лицам.
С конца 1853 года из-за катаракты зрение княгини начало ухудшаться. 26 мая 1854 года ей была сделана успешная операция. Вместе с компаньонкой Юлией Кюхельбекер она жила на своей вилле в Оливуцце (вд) на окраине Палермо, а также в Германии, Швейцарии и Франции. В 1845-1846 годах она предоставила виллу для размещения императорского семейства; императрица Александра Фёдоровна за полгода проживания в Оливуцце значительно поправила своё здоровье. Вилла в восточном стиле была обустроена в месте «с чистейшим в окрестностях Палермо воздухом» покойным князем Бутера, который, увлекаясь ботаникой, засадил окрестности экзотическими растениями, выписанными с разных континентов.
В 1847 году княгиня распорядилась придать зданию вид готического венецианского палаццо; в таком виде вилла дошла до нашего времени. Эрцгерцог Максимилиан, посетивший виллу в мае 1852 г., назвал её «вершиной садового искусства, квинтэссенцией флористического изящества». Великая княжна Ольга Николаевна вспоминала:
В саду виллы росло все, что только есть в Италии: олеандры, пальмы, сикоморы, бамбуки и густые кусты мимоз, на клумбах – фиалки и розы в изобилии. Любимая скамейка Мама́ стояла под кипарисом. Оттуда можно было видеть через цветы и зеленые газоны маленькое возвышение, со стоящим на нем небольшим храмом, по правую руку синело море.
Последние годы княгиня Бутеро с Юлией Карловной провели в Баден-Бадене. Смерть компаньонки в 1869 году сильно подействовала на больную и слабую княгиню. Она переехала в швейцарский городок Веве, где жила её невестка с дочерьми. 24 декабря 1870 года княгиня Бутеро-Родали умерла в окружении родных «от болезни в груди», завещав похоронить себя в Висбадене на русском православном кладбище, где со временем возникла родовая усыпальница графов Шуваловых. Рядом с ней её сыновья перезахоронили её второго мужа графа Адольфа Полье, умершего на 40 лет раньше её.

## Семья
Дети:
- граф Андрей Павлович Шувалов (1817—1876), флигель-адъютант, с 1844 года был женат на графине Софье Михайловне Воронцовой (1825—1879), дочери князя М. С. Воронцова.
- граф Пётр Павлович Шувалов (1819—1900), камергер, член Редакционных комиссий. Был женат на Софье Львовне Нарышкиной (1829—1894), дочери Л. А. Нарышкина и О. С. Потоцкой.